# Super League 2006 (Cina)
La Chinese Super League 2006 è stata la 47ª edizione della massima competizione nazionale per club della Cina, la squadra campione in carica è il Dalian Shide.
Alla competizione partecipano 15 squadre, tra cui le due neopromosse Changchun Yatai e Xiamen Blue Lions F.C..

## Classifica finale
|                 | Pos. | Squadra            | Pt | G  | V  | N  | P  | GF | GS | DR  |
| --------------- | ---- | ------------------ | -- | -- | -- | -- | -- | -- | -- | --- |
| Cina (bandiera) | 1.   | Shandong Taishan   | 69 | 28 | 22 | 3  | 3  | 74 | 26 | +48 |
|                 | 2.   | Shanghai Shenhua   | 52 | 28 | 14 | 10 | 4  | 37 | 19 | +18 |
|                 | 3.   | Beijing Guoan      | 49 | 28 | 13 | 10 | 5  | 27 | 16 | +11 |
|                 | 4.   | Changchun Yatai    | 46 | 28 | 13 | 7  | 8  | 41 | 26 | +15 |
|                 | 5.   | Dalian Shide       | 45 | 28 | 13 | 6  | 9  | 43 | 29 | +14 |
|                 | 6.   | Tianjin Teda       | 40 | 28 | 10 | 10 | 8  | 40 | 38 | +2  |
|                 | 7.   | Shanghai Liancheng | 39 | 28 | 9  | 12 | 7  | 32 | 35 | -3  |
|                 | 8.   | Xiamen Lanshi      | 38 | 28 | 9  | 11 | 8  | 28 | 27 | +1  |
|                 | 9.   | Inter Shanghai     | 36 | 28 | 8  | 12 | 8  | 33 | 34 | -1  |
|                 | 10.  | Wuhan              | 31 | 28 | 8  | 7  | 13 | 28 | 42 | -14 |
|                 | 11.  | Shenzhen Ruby      | 30 | 28 | 8  | 6  | 14 | 22 | 42 | -20 |
|                 | 12.  | Liaoning           | 26 | 28 | 6  | 8  | 14 | 24 | 42 | -18 |
|                 | 13.  | Shenyang Ginde     | 26 | 28 | 6  | 8  | 14 | 22 | 43 | -21 |
|                 | 14.  | Q. Zhongneng       | 25 | 28 | 6  | 7  | 15 | 25 | 36 | -11 |
|                 | 15.  | Chongqing Lifan    | 16 | 28 | 3  | 7  | 18 | 20 | 51 | -31 |

Legenda:

      Campione di Cina e ammessa alla fase a gironi di AFC Champions League 2007

      Ammessa alla fase a gironi di AFC Champions League 2007 

      Retrocessa nella China League One 2007
Tre punti a vittoria, uno a pareggio, zero a sconfitta.
La classifica viene stilata secondo i seguenti criteri:
- Punti conquistati
- Punti negli scontri diretti
- Differenza reti negli scontri diretti
- Reti realizzate negli scontri diretti
- Differenza reti generale
- Reti totali realizzate
- Classifica fair-play
- Sorteggio

## Marcatori
| Posizione | Giocatore      | Club                    | Goal |
| --------- | -------------- | ----------------------- | ---- |
| 1         | Li Jinyu       | Shandong Luneng Taishan | 26   |
| 2         | Zheng Zhi      | Shandong Luneng Taishan | 21   |
| 3         | Luis Ramírez   | Shanghai Shenhua        | 13   |
| 4         | Vicente        | Inter Xian              | 11   |
| 5         | Han Peng       | Shandong Luneng Taishan | 10   |
| 5         | Zou Yougen     | Xiamen Lanshi           | 10   |
| 5         | Zoran Janković | Dalian Shide            | 10   |